# رودولف داسلر
رودولف داسلر (بالألمانية: Rudolf Dassler) (ولد 26 مارس، 1898 في ألمانيا وتوفي 27 أكتوبر، 1978 في ألمانيا) هو مؤسس شركة بوما الألمانية للملابس الرياضية، والأخ الأكبر لمؤسس شركة أديداس، أدولف داسلر.